# Talya G. A Solan
Talya G. A Solan (hébreu : טליה ג. סולאן ; née à Rehovot, est une chanteuse (mezzo-soprano) israélienne. Elle se produit le plus souvent avec les groupes de musique comme le Yamma Ensemble, le Kedem Ensemble et The Israeli Ethnic Ensemble.

## Biographie
Talya G. A Solan fait ses études musicales à l'Université de Tel-Aviv, où elle étudie avec Rachel Hochman. Elle est très influencée par les traditions musicales issues de ses grands-parents yéménites et séfarades, respectivement venus en Israël du Yémen et de Bulgarie. En 2004, elle lance The Israeli Ethnic Ensemble, en complétant le répertoire avec de la musique des Balkans et Roms. L'ensemble se développe en interprétant et en intégrant plusieurs styles de musiques[évasif].
Avec son groupe Yamma Ensemble, elle présente également un large éventail de traditions musicales et culturelles différentes. Elle est aussi membre de l'Ensemble Kol Kedem (kol kedem signifie « voix de l'origine »). YAMMA se composé de quatre musicien : Talya, Antonello Messina (accordéoniste italien), Zhubin Kalhor (guitariste iranien) et Omri Hason (percussionniste suisse d'origine israélienne) qui apportent chacun les caractéristiques de leur musique d'origine. Ils interprètent des chansons ladino, israéliennes et des mélodies de toute la région méditerranéenne.

## Discographie
- 2006 : Talya G.A
- 2007 : Israeli ethnic ensemble
- 2009 : Erga (Israeli Ethnic Ensemble)
- 2011 : 21 songs of love, zusammen mit dem Krakauer Symphonieorchester

### Yamma Ensemble
- 2011 : Yamma
- 2015 : La yave de mi kaza
- 2017 : Basket full of stars
- 2020 : Rose of the winds
- 2023 : To awaken love